# Sonate pour piano et violon K. 301
Pour les articles homonymes, voir Sonate pour violon et piano.
Sonate palatine
La Sonate pour piano et violon no 18 en sol majeur K. 301/293a est une sonate pour piano et violon de Mozart, composée à Mannheim en février 1778.
Le manuscrit est dans une collection privée aux États-Unis. La sonate associée à cinq autres sonates a été publiée en 1778 à Paris chez Sieber, avec le numéro d'opus 1. Ce recueil a été dédié à la princesse Marie Élisabeth, Électrice du Palatinat. C'est la raison pour laquelle les sonates qui composent l'opus 1 sont connues sous le nom de « Sonates palatines ».

## Analyse de l'œuvre
La sonate comprend deux mouvements :
1. Allegro con spirito, en sol majeur, à , 2 sections répétées 2 fois (mesures 1 à 84, mesures 85 à 194), 194 mesures - partition
2. Allegro, en sol majeur, en sol mineur (mesure 75), en sol majeur (mesure 115), à 
, 4 sections répétées 2 fois (mesures 1 à 16, mesures 17 à 74, mesures 75 à 90, mesures 91 à 114), 211 mesures - partition

- Durée d'exécution: environ 15 minutes.

Introduction de l'Allegro con spirito:
La lecture audio n'est pas prise en charge dans votre navigateur. Vous pouvez télécharger le fichier audio.
Première reprise de l'Allegro:
La lecture audio n'est pas prise en charge dans votre navigateur. Vous pouvez télécharger le fichier audio.